# Alexandru Dandea
Alexandru Adrian Dandea (sinh ngày 23 tháng 1 năm 1988) là một cầu thủ bóng đá người România thi đấu cho Astra Giurgiu ở vị trí trung vệ.

## Danh hiệu
Astra Giurgiu
- Liga I (1): 2015-16